# Amor de que
Amor de que è un singolo del cantante brasiliano Pabllo Vittar, pubblicato il 4 dicembre 2019 come terzo estratto dal secondo EP 111 1 e incluso nel terzo album in studio 111.
Ai Prêmios MTV MIAW 2020 ha trionfato come Inno dell'anno.

## Video musicale
Il video musicale, reso disponibile in concomitanza con l'uscita del brano, è stato girato a Mogi das Cruzes.

## Tracce
Testi e musiche di Arthur Marques, Maffalda, Pablo Bispo, Rodrigo Gorky e Zebu.
Download digitale
1. Amor de que – 2:37

Download digitale – Brega Funk Remix
1. Amor de que (Brega Funk Remix) (con Thiaguinho MT e JS o Mão de Ouro) – 2:23

## Formazione
- Pabllo Vittar – voce
- Brabo Music Team – produzione
- Chris Gehringer – mastering
- Filip Nikolic – missaggio

## Classifiche
| Classifica (2020) | Posizione massima |
| ----------------- | ----------------- |
| Brasile           | 8                 |
| Portogallo        | 145               |